# Djurgårdens IF Skolidrott
Djurgårdens IF:s Skolidrottsförening bedriver skolidrott i över 30 skolor i Stockholms län. Föreningen är underliggande Svenska Skolidrottsförbundet och Stockholms Skolidrottsförbund. Djurgårdens IF Fotboll och Djurgården Hockey driver arbetet gemensamt för att öka mängden fysisk aktivitet i samhället.
Under år 2020 hade man över 2 500 pass med över 30 000 deltagare..